# Woppenroth

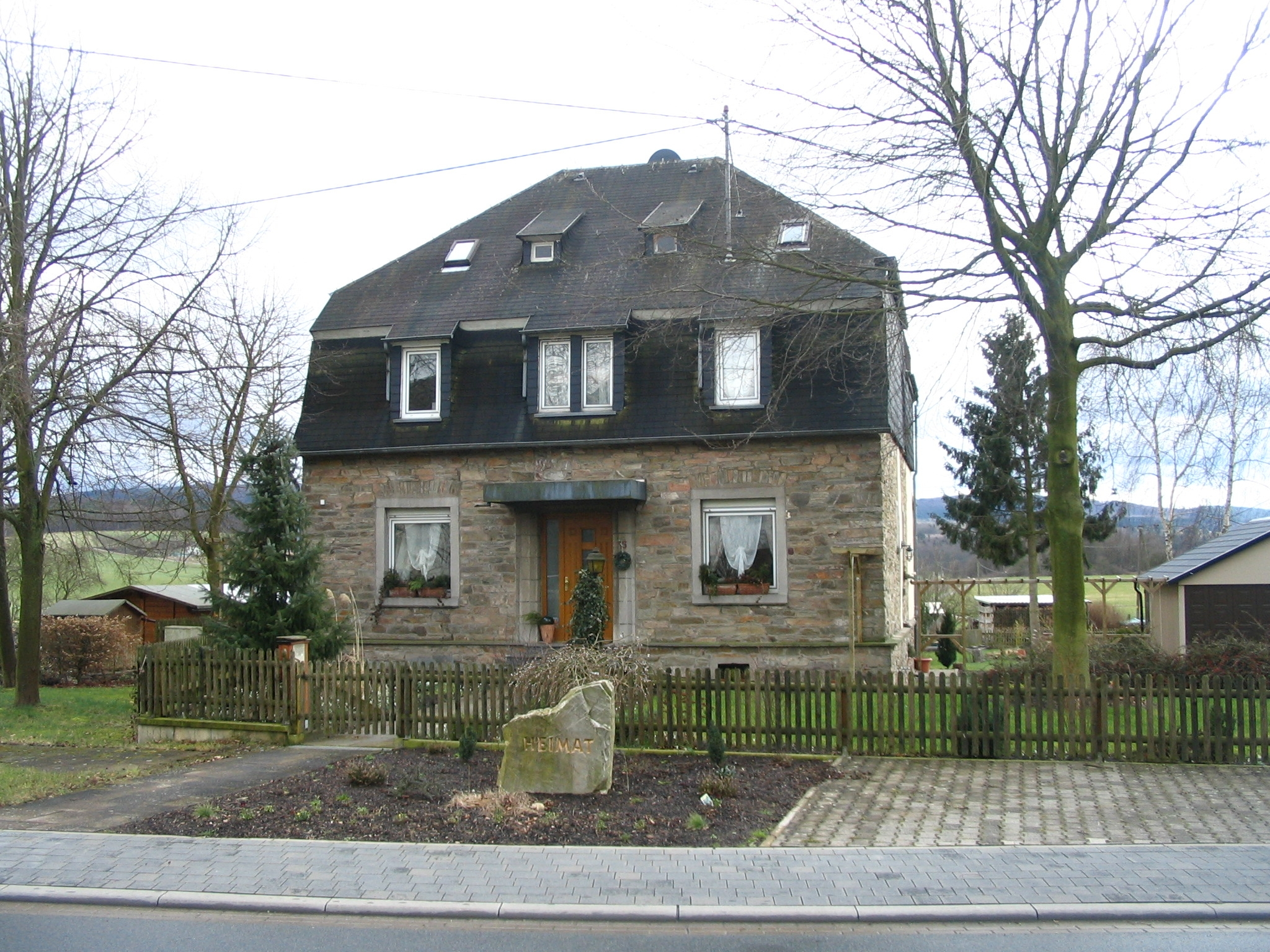
Stèle en l'honneur de la série Heimat le centre du village

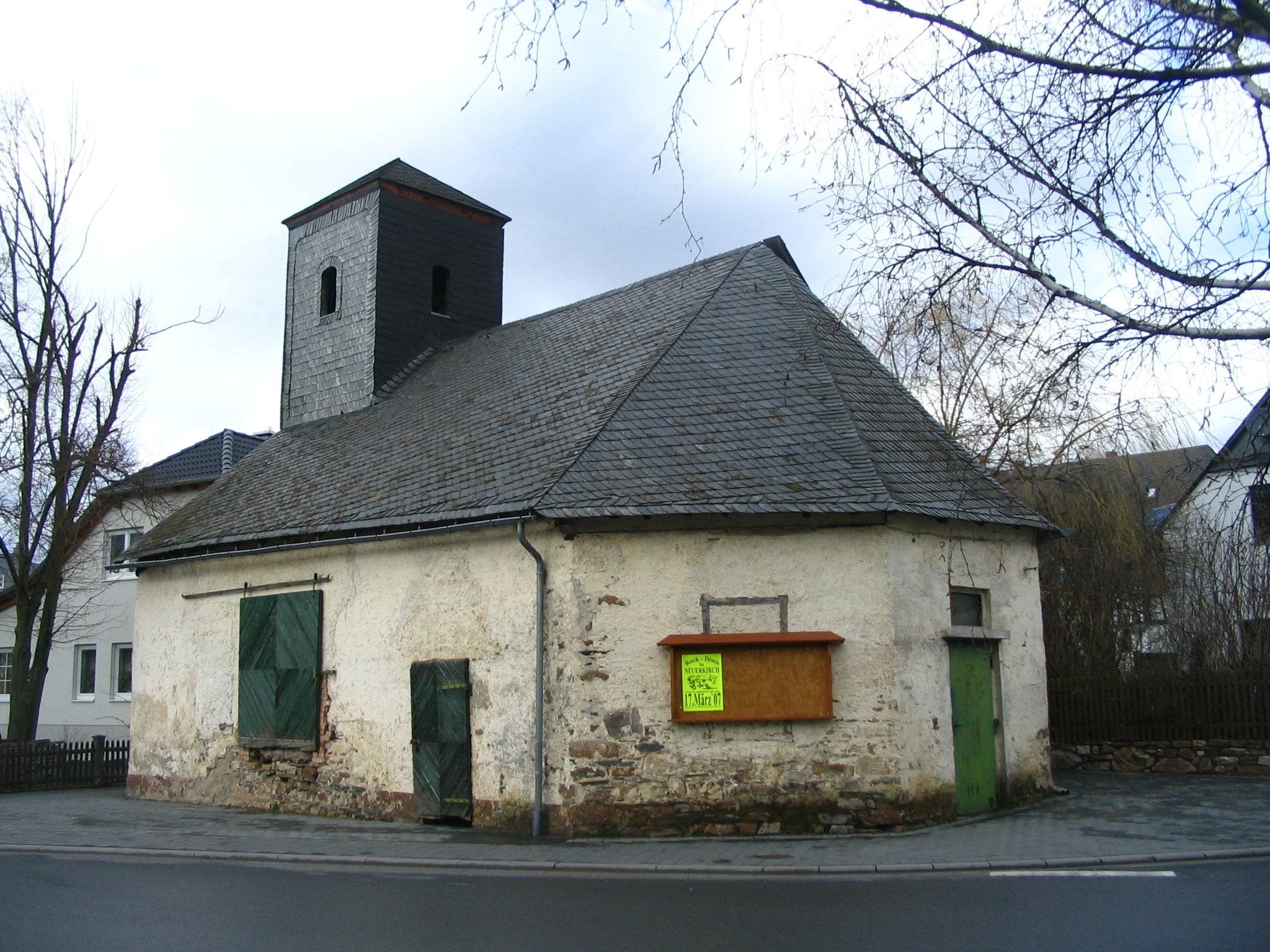
Ancienne église du village

Woppenroth est une municipalité d'Allemagne dans le Hunsrück.
Elle est connue aussi sous le nom de Schabbach, grâce à la mini-série de films Heimat, de Edgar Reitz, qui y a été tournée.